# El Parral
El Parral es un municipio de España, en la provincia de Ávila, comunidad autónoma de Castilla y León. Cuenta con una población de 62 habitantes (INE 2024). 

## Geografía
Tiene una superficie de 10,89 km² y es atravesado por el río Zapardiel.

## Demografía
El Parral cuenta con una población de 62 habitantes (INE 2024).
| Gráfica de evolución demográfica de El Parral entre 1842 y 2021 |
| |
| Población de derecho según los censos de población del INE. Población de hecho según los censos de población del INE.En estos censos se denominaba Parral: 1842 y 1857. |